# Rourea caudata
Rourea caudata är en tvåhjärtbladig växtart som beskrevs av Jules Émile Planchon. Rourea caudata ingår i släktet Rourea och familjen Connaraceae. Inga underarter finns listade i Catalogue of Life.